# Ampycella spiniventris
Ampycella spiniventris is een hooiwagen uit de familie Gonyleptidae. De wetenschappelijke naam van Ampycella spiniventris gaat terug op Roewer.